# Empatic
Empatic (oficjalna pisownia: EmpatiC) – polski zespół muzyczny powstały w grudniu 2005 roku w Ostrołęce, wykonujący muzykę z pogranicza thrash i death metalu. Utwory grupy oscylują wokół tematyki śmierci, wojny i cierpienia. Muzycy deklarują inspirację takimi zespołami jak Death, Slayer czy In Flames.
Empatic jest obecnie związany z austriacką wytwórnią Terrasound Records i ma w swoim dorobku dwa albumy studyjne i jedno demo.

## Historia
Zespół Empatic powstał w grudniu 2005 roku z inicjatywy, pochodzących z Ostrołęki, Macieja Rochaczewskiego (wokal) i Włodzimierza "Włodasa" Małaszka (gitara basowa). Niecały rok później, w listopadzie 2006 roku, grupa weszła do studia po raz pierwszy. Efektem ich pracy była płyta demo zatytułowana Promo 2007, która nakładem własnym muzyków ukazała się w ilości 500 sztuk. Krążek wydany w styczniu 2007 roku zawiera pięć utworów, w tym cover utworu brytyjskiego zespołu OMD zatytułowanego Enola Gay.
W listopadzie 2007 roku zespół wystąpił podczas festiwalu Panzerfest II w Warszawie u boku Hate i Crionics. W tym samym czasie zespół opuścił perkusista Piotr "Kinal" Kinalski, a jego miejsce zajął Krzysztof "Criss" Bendarowicz. 
W październiku 2008 roku grupa zarejestrowała pierwsze partie materiału na debiutancki album w ZedStudio w Olkuszu. W grudniu 2008 roku zespół wyruszył w swoją pierwszą trasę koncertową po kraju. W ramach "Heads Reaping Tour 2008" muzycy zagrali osiem koncertów u boku pochodzącego z Białorusi zespołu Deathbringer. W marcu 2009 roku z zespołu odszedł perkusista Krzysztof Bendarowicz, a w jego miejsce pojawił się Jarosław "YopeQue" Śliwka.
Ostatecznie 10 grudnia 2010 roku zespół zadebiutował albumem studyjnym Gods of Thousand Souls dzięki współpracy z wytwórnią Psycho. W styczniu 2012 roku zespół podpisał kontrakt z austriacką wytwórnią Terrasound Record, dzięki której debiutancki krążek stał się dostępny w całej Europie. W sierpniu 2012 roku dotychczasowego gitarzystę Jakuba Bednarskiego zastąpił Piotr "Kain" Kołakowski, natomiast na miejsce Jarosława Śliwki powrócił Krzysztof Bendarowicz. W 2013 roku Piotr Kołakowski dołączył do zespołu Hate, a na jego miejsce powrócił Jakub Bednarski.
Zespół Empatic poza granicami Polski wystąpił dotychczas w Austrii, Słowacji, Szwajcarii i Irlandii. 
W kwietniu 2014 roku zespół wydał swój drugi album studyjny, zatytułowany Ruined Landscape, na którym gościnnie zaśpiewał Marcin "Auman" Rdest, znany z grupy Frontside.
W lutym 2017 nastąpiły zmiany w składzie EmpatiC, dotychczasowego gitarzystę Przemysława Cikacza zastąpił Radosław Chrzanowski (Manipulation).

## Muzycy
Opracowano na podstawie materiału źródłowego:
Obecny skład zespołu
- Maciej Rochaczewski – śpiew (od 2005)
- Włodzimierz "Włodas" Małaszek – gitara basowa (od 2005) wokal wspierający (2005-2007)
- Jakub Bednarski – gitara prowadząca (2005-2012, od 2013)
- Krzysztof "Criss" Bendarowicz – perkusja (2008-2009, od 2012)
- Radosław Chrzanowski – gitara rytmiczna (od 2017)

Byli członkowie zespołu
- Piotr "Kinal" Kinalski – perkusja (2005-2007)
- Jarosław "YopeQue" Śliwka – perkusja (2009-2012)
- Piotr "Kain" Kołakowski – gitara prowadząca (2012-2013)
- Przemysław "Sesyl" Cikacz – gitara rytmiczna (2006-2017)

Oś czasu

## Dyskografia

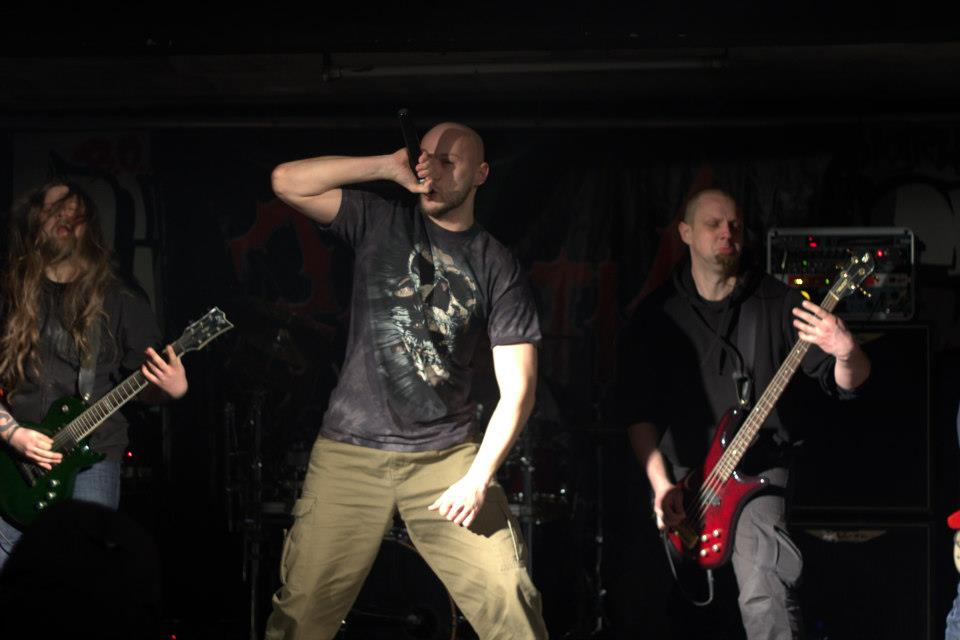
Empatic podczas koncertu w Białymstoku, 2013

Opracowano na podstawie materiału źródłowego
Albumy studyjne
- Gods of Thousand Souls (2010, Psycho Rec.(PL) / 2012, Terrasound Rec. (EU))
- Ruined Landscape (2014, Terrasound Records)

Dema
- Promo (2007, wydanie własne)

Single
- Niewinny (2017)[10]